# Georg Schlesinger (Kaufmann)

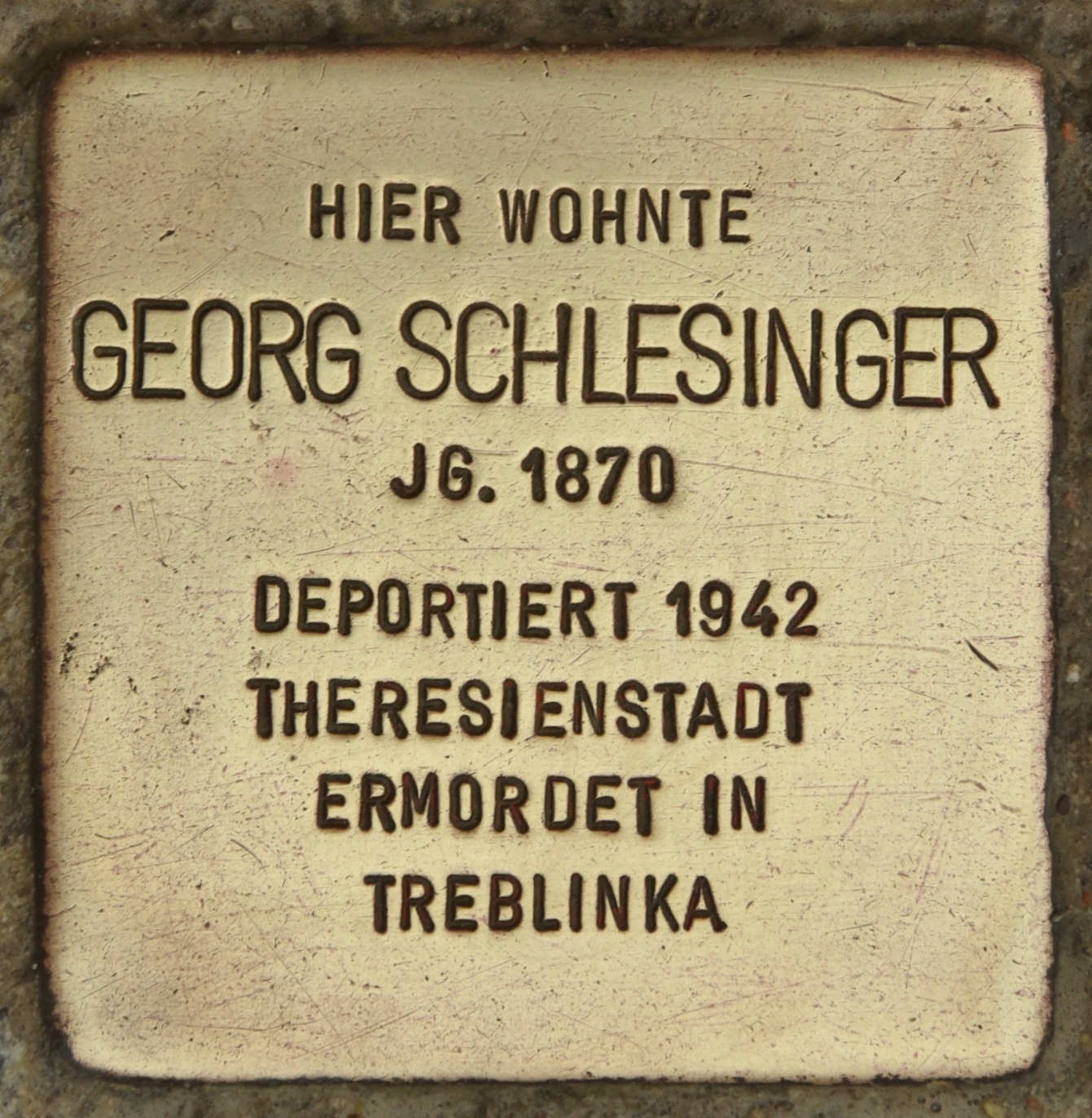
Stolperstein für Georg Schlesinger in Cottbus

Georg Arthur Schlesinger (* 26. Februar 1870 in Frankfurt (Oder); † September 1942 im Vernichtungslager Treblinka) war ein deutscher Kaufmann. Er war der letzte Vorsteher der jüdischen Gemeinde in Cottbus bis zu deren Neugründung im Jahr 1998 durch Einwanderer aus der ehemaligen Sowjetunion.

## Leben
Georg Schlesinger wurde als vierter Sohn eines Fabrikanten und Kaufmanns in Frankfurt (Oder) geboren. Seine Mutter starb bereits kurz nach seiner Geburt. Nach dem Abitur auf dem Humanistischen Gymnasium absolvierte er eine fünfjährige kaufmännische Lehre in einem Berliner Textilbetrieb. Nach Ableistung seines einjährig-freiwilligen Militärdienstes 1889 trat er 1891 in den väterlichen Betrieb ein, dessen Leitung er 1896 übernahm. Im selben Jahr heiratete er seine Frau Olga.
1914 oder 1915 ließ sich Schlesinger in Cottbus nieder. Am 10. März 1916 erhielt er den Bürgerbrief der Stadt. In Cottbus betrieb Schlesinger in der Bahnhofstraße 51 ein Möbelgeschäft. 1917 wurde er als Landsturmpflichtiger für den Ersten Weltkrieg eingezogen. 1924 starb Olga Schlesinger. Auch Schlesingers ältere Tochter starb im Alter von 20 Jahren. 1930 gab Schlesinger sein Möbelgeschäft auf und wurde kaufmännischer Geschäftsführer der Cottbuser Synagogengemeinde. Außerdem engagierte er sich in der Deutschen Demokratischen Partei und der jüdischen Organisation B’nai B’rith, bis diese Organisationen nach der Machtergreifung der Nationalsozialisten im Jahr 1933 verboten wurden. 1934 erhielt Schlesinger das Ehrenkreuz für Frontkämpfer. Im folgenden Jahr wurde er Vorsteher der jüdischen Synagogengemeinde von Cottbus. In dieser Funktion half er vor allem Juden, die vor der zunehmenden Verfolgung ins Ausland fliehen wollten. Die Verfolgung traf auch Schlesinger und seine Familie. So musste er 1937 seine Wohnräume in der Bahnhofstraße aufgeben und in das Haus Marienstraße 19 umziehen, das einer jüdischen Familie gehörte. Im selben Jahr (nach anderen Quellen 1942) heiratete Georg Schlesinger zum zweiten Mal. Seine neue Frau Adele Behrendt war sein früheres Hausmädchen. Ebenfalls 1937 verfügten die Behörden, dass Schlesinger eine Liste aller jüdischen Einwohner von Cottbus erstellen musste. Vermutlich auch deshalb verließ seine Tochter Josefine noch im selben Jahr zusammen mit ihrem Mann Ludwig Gutkind und ihrem 1926 geborenen Sohn Hans Jakob Cottbus und zog nach Berlin. Ihre Hoffnung, in der Anonymität der Großstadt besser vor Verfolgung geschützt zu sein, erfüllte sich jedoch nicht. Ab 1941 wurden Josefine Schlesinger, ihr Mann und ihr Sohn in verschiedenen Fabriken als Zwangsarbeiter eingesetzt, unter anderem bei der I.G. Farben in Rummelsburg.
1938 mussten Georg Schlesinger und seine Frau erneut umziehen. Der neue Wohnsitz befand sich in der Roßstraße 27 und gehörte der jüdischen Gemeinde. Er lag direkt neben der Synagoge, die während der Reichspogromnacht im November 1938 angezündet wurde und niederbrannte. Zu Beginn des Jahres 1942 wurde Georg Schlesinger zusammen mit dem jüdischen Konsulenten Hermann Hammerschmidt zur Gestapo nach Frankfurt (Oder) gerufen. Dort teilte man ihnen mit, dass die Auswanderung der jüdischen Bevölkerung des Bezirks zu langsam verlaufe. Sollte sich dies nicht ändern, hätte man „neue Gebiete im Osten“, in die die Juden verbracht werden könnten. Rund drei Monate nach dieser Vorladung wurden Schlesinger und Hammerschmidt festgenommen und erneut nach Frankfurt gebracht. Dort mussten sie zunächst stundenlang auf eine Wand starren, bevor sie im nächtlichen Verhör den Grund für die Festnahme erfuhren. Eine schwedische Zeitung habe einen Artikel abgedruckt, in dem von der letzten Vorladung der beiden und der darin geäußerten Drohung berichtet wurde. Deshalb warf man ihnen Kontakte ins Ausland vor. Am nächsten Morgen wurden die beiden Männer kurzzeitig nach Hause entlassen, mussten aber bereits am folgenden Tag eine einwöchige Haftstrafe antreten.
Am 8. August mussten Georg und Adele Schlesinger erneut umziehen. Das „Judenhaus“ in der Münzstraße 42 wurde zu ihrem letzten Wohnort in Cottbus. Am 24. August 1942 wurden sie aus Cottbus verschleppt, zunächst ins Ghetto Theresienstadt. Von dort aus wurden sie im September ins Vernichtungslager Treblinka verbracht und dort ermordet. Schlesingers Tochter, ihr Mann und ihr Sohn wurden im Dezember 1942 nach Auschwitz deportiert, wo sie den Tod fanden.

## Ehrungen

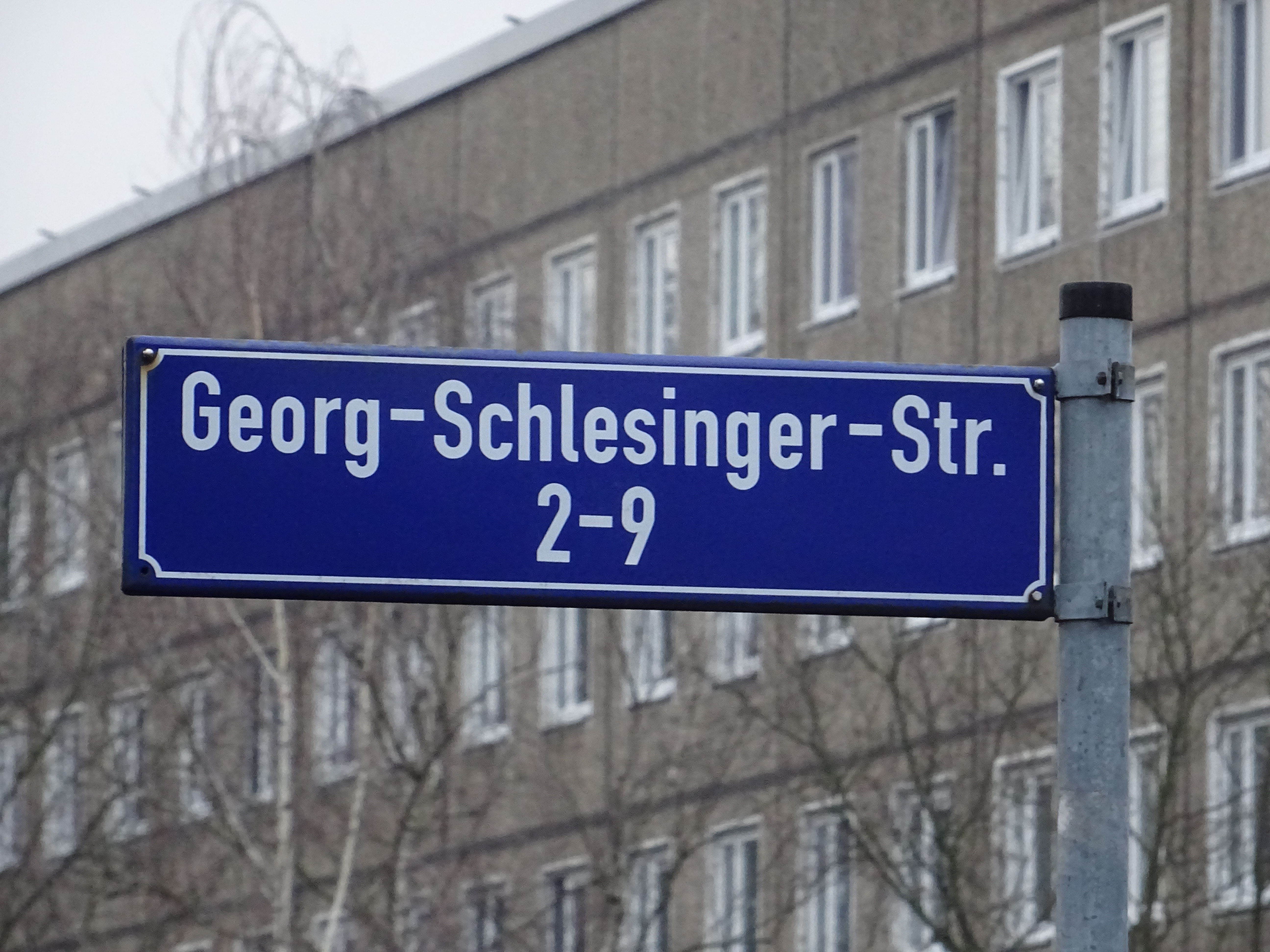
Straßenschild der Georg-Schlesinger-Straße in Cottbus

1993 wurde im Cottbuser Stadtteil Sandow eine Straße nach Georg Schlesinger benannt, die zuvor dem Ströbitzer Kommunisten und Bürgermeister Michael Bey gewidmet war. Seit dem 28. September 2006 erinnern in der Bahnhofstraße 51 zwei Stolpersteine an Georg und Adele Schlesinger. Diese Stolpersteine wurden am 14. November desselben Jahres mit Teer und einem Hakenkreuz geschändet. Am 23. April 2008 folgten an dieser Stelle weitere Stolpersteine für Schlesingers Tochter Josefine, ihren Mann Ludwig Gutkind sowie ihren gemeinsamen Sohn Hans Jakob.